# 比叡 (戦艦)
比叡 （ひえい）は、大日本帝国海軍（以下日本海軍）の巡洋戦艦、後に戦艦、練習戦艦となる。

## 概要
軍艦 比叡は金剛型戦艦の2番艦である。計画時は装甲巡洋艦だったが、イギリスに発注され同地で建造された金剛型巡洋戦艦1番艦金剛の技術を導入し、日本で建造された。巡洋戦艦として竣工したが、改造により戦艦へ艦種変更された。第一次世界大戦後の海軍休日にともなう軍縮条約（ロンドン海軍軍縮会議）により武装や装甲、機関の一部を撤去し、練習艦として運用される。一方で、昭和天皇の御召艦として周知され、親しまれることになった。軍縮条約失効後の改装時に大和型戦艦のテスト艦として新技術が導入され、第二次世界大戦（大東亜戦争）においては南雲機動部隊の一艦として行動した。1942年（昭和17年）11月12日、第三次ソロモン海戦第1夜戦で損害を受け、日中の空襲により放棄され沈没した。練習戦艦のまま除籍。

## 艦名
比叡の艦名は京都の鬼門に位置する比叡山にちなんで名付けられた。艦内神社として同山山麓の日吉大社が奉祀された。『比叡』の名を持つ日本海軍の軍艦としては、金剛型コルベット比叡に続く二代目。戦後、海上自衛隊のはるな型護衛艦「ひえい」に引き継がれた。

## 艦歴

### 巡洋戦艦比叡

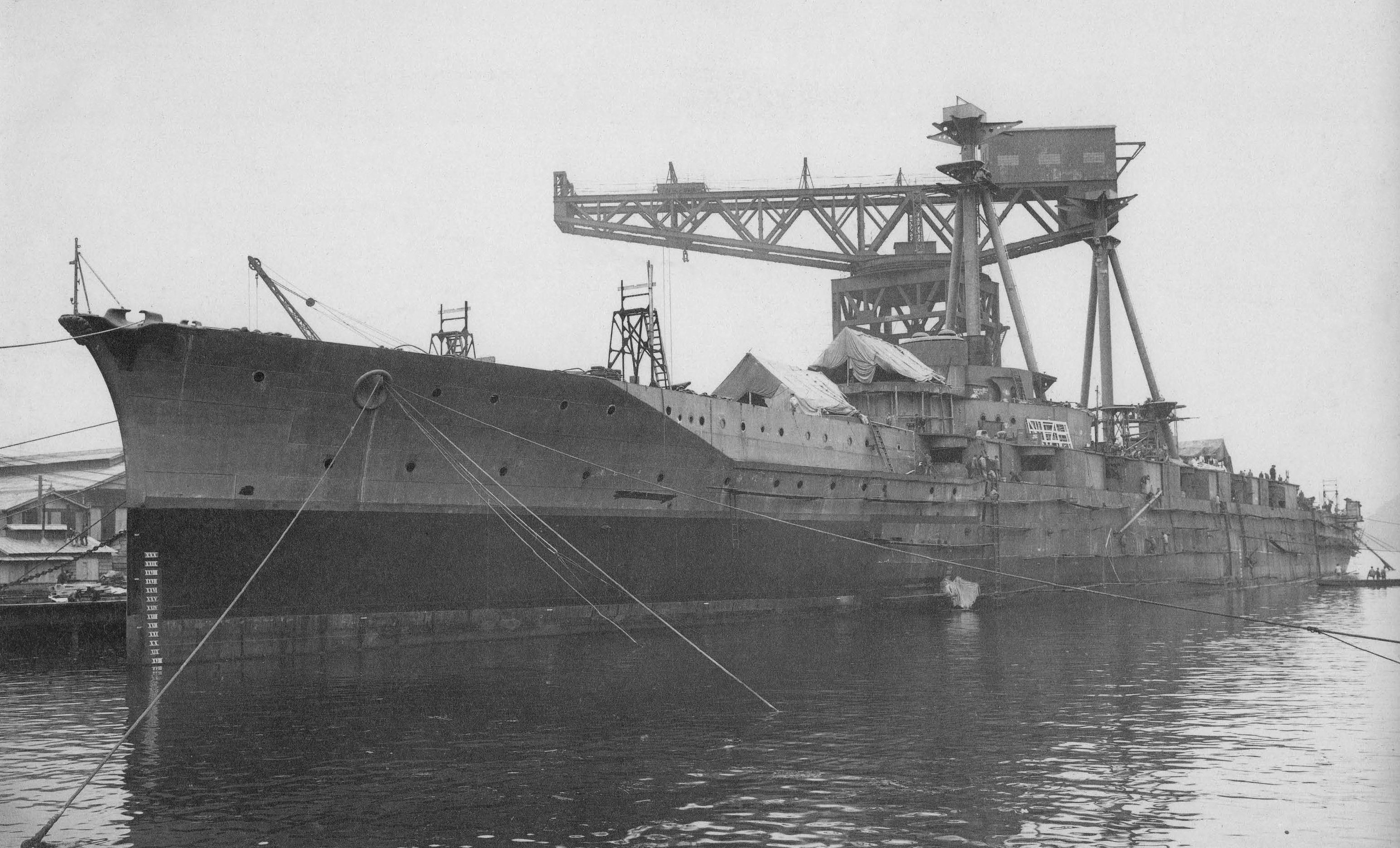
大正元（1912）年11月21日、巡洋戦艦「比叡」は進水。進水式では即位間もない大正天皇の行幸で命名が行われたという。写真は進水後に工事を続けている比叡。

1906年（明治39年）10月、イギリスが画期的な戦艦（いわゆる弩級戦艦）ドレッドノートを就役させると、日本海軍が建造中だった薩摩型戦艦をはじめ、世界各国の保有戦艦は前弩級戦艦として一挙に旧式化した。1906年（明治39年）、同じくイギリスがインヴィンシブル級巡洋戦艦を完成させると、日本海軍が1905年（明治38年）に就役させたばかりの筑波型巡洋戦艦や1907年（明治40年）就役の鞍馬型巡洋戦艦も旧式装甲巡洋艦の烙印を押された。斎藤実海軍大臣はイギリスの技術導入もかねてヴィッカースに装甲巡洋艦を発注、同社は弩級戦艦エリンを基礎に巡洋戦艦を設計し、金剛型巡洋戦艦1番艦金剛の建造が開始された。
仮称艦名卯号装甲巡洋艦は1911年（明治44年）6月5日、部内限りで比叡（ひえい）と命名され、「金剛」より10ヶ月遅れた11月4日、横須賀海軍工廠で「卯号装甲巡洋艦」として発注・起工。1912年（大正元年）11月21日の比叡進水式には大正天皇が臨席した。比叡は卯号巡洋戦艦として進水し、命名式後に軍艦 比叡となった。同日附で巡洋戦艦として登録。竣工・引渡は1914年（大正3年）8月4日である。佐世保鎮守府に入籍した。なお巡洋戦艦金剛が艦艇類別等級表に登録されたのは1913年（大正2年）8月16日だったため、書類上は伊吹―比叡―金剛という順番だった。

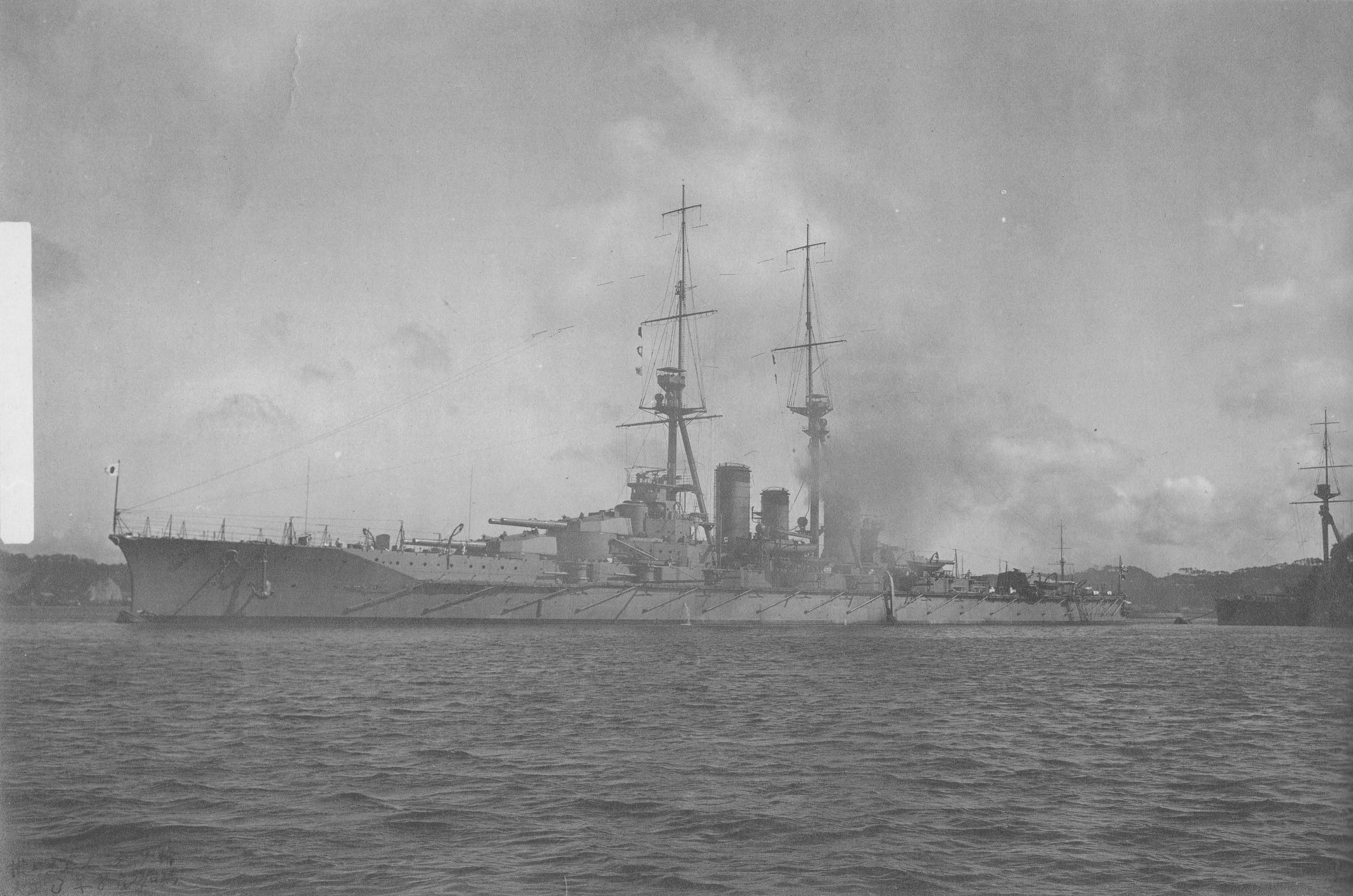
大正3（1914）年8月24日に横須賀で撮影された金剛型巡洋戦艦2番艦「比叡」。第一次世界大戦中の一枚で、前日に日本はドイツに宣戦布告。比叡は艦隊に合流するためこの直後、佐世保に向かった。

横須賀海軍工廠では建造に先駆けて起工の半年前からガントリークレーン延長作業を開始し、船体工事と並行して進め、進水の半年前に完了したので装甲の装着には支障がなかったが、進水後第四ドックの拡張工事が完了していなかったため、呉に回航して入渠し艦底を清めてから公試を実施した。

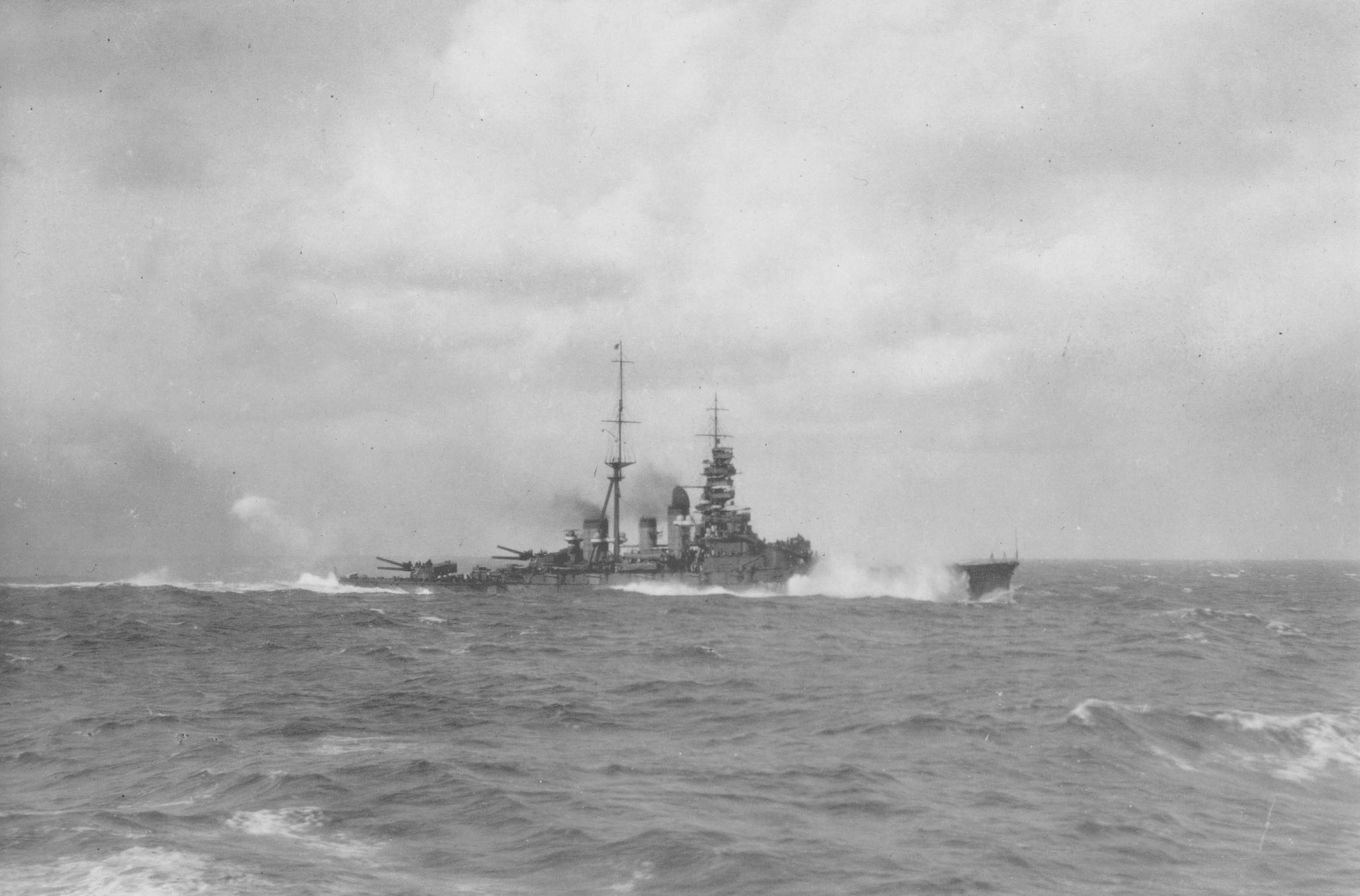
1927年に撮られた比叡。

第一次世界大戦による日本の対ドイツ参戦により、比叡は竣工後1ヶ月で早速東シナ海方面へ出動している。イギリスは日本に金剛型巡洋戦艦4隻の欧州戦線投入を求めたが、日本は拒否した。1916年（大正5年）6月1日、英国海軍とドイツ海軍の間にユトランド沖海戦が勃発し、イギリスの巡洋戦艦3隻(クイーン・メリー、インヴィンシブル、インディファティガブル)とドイツ巡洋戦艦1隻（リュッツオウ）が失われた。巡洋戦艦の脆さが露呈した海戦により世界各国は戦艦の水平防御力強化対策を行ったが、日本海軍はユトランド沖海戦の戦訓を踏まえた超弩級戦艦・長門型戦艦を筆頭とする八八艦隊（戦艦8隻、巡洋戦艦8隻）の建造にとりかかっており、金剛型巡洋戦艦の補強を行う予算はなかった。比叡は各国の思惑をよそに、1919年（大正8年）の北支沿岸警備、1920年（大正9年）のロシア領沿岸警備、1922年（大正11年）の青島・大連警備、セント・ウラジミル警備、1923年（大正12年）の南洋警備・支那沿岸警備、関東大震災救援物資輸送任務など、諸任務に投入されている。
1927年（昭和2年）7月30日附で高松宮宣仁親王（昭和天皇弟宮、海軍少尉）が比叡配属となる。あまりにも特別扱いされるため、親王の比叡に対する印象は悪かった。『私は比叡の油虫』と自嘲した程である。同時期、天皇は戦艦「山城」を御召艦として小笠原諸島や南洋諸島を巡航しており、親王も比叡から山城に派遣された。8月24日、連合艦隊夜間演習中に美保関事件が発生する。比叡と古鷹は大破した軽巡洋艦那珂を護衛して舞鶴へ移動した。9月1日、殉職者合同葬儀を実施。12月1日、宣仁親王は中尉進級と共に装甲巡洋艦八雲乗組（副砲分隊士）に補職され、比叡を離れた。

### 練習戦艦に改装

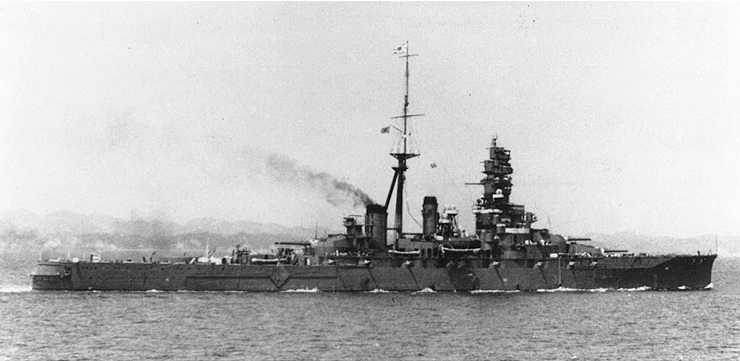
練習戦艦比叡。煙突が1本減り、4番砲塔が撤去されている。

列強各国は戦艦の大量建造と維持に多額の予算を投じたが、やがて軍縮の気運が高まった。1921年（大正10年）、ワシントン海軍軍縮条約により大型艦の建造を自粛する海軍休日が始まる。軍縮の影響は比叡にも及んだ。比叡は1929年（昭和4年）10月15日より呉海軍工廠にて第一次改装に着手するが、ロンドン海軍軍縮条約成立により戦艦1隻が練習戦艦へ改装されることになる。そのため、金剛型で工事の一番遅れていた比叡が選ばれた。工事は4番主砲と舷側装甲の撤去及び機関の変更が行われ1932年（昭和7年）12月31日に完了。翌1933年（昭和8年）1月1日に練習戦艦に類別変更された。この工事により要目は以下のようになった。外見上の特徴は4番砲塔を撤去したことで、撤去跡にバラスト500 tを搭載して艦のバランスが崩れることを防いでいる。なお舷側装甲は廃棄されず、将来を見越して倉庫で保管されていたという。なお1934年（昭和9年）9月25日に軍令部が制作した昭和十五年末（条約決裂後）の国防要所兵力表で、既に比叡の戦艦復帰の方針が示されている。
- 基準排水量：19,500 t
- 主缶：ロ号艦本式大型2基、同小型3基、同混焼缶6基
- 出力：16,000馬力
- 速力：18 kt
- 兵装
  - 35.6cm連装砲3基
  - 15.2cm単装砲16門
  - 8cm単装高角砲4門（後日12.7cm連装高角砲4基に交換と推定される）[4]

航空兵装、水雷兵装は全廃された。改装中の1931年に横須賀鎮守府に移籍している。

### 御召艦改装

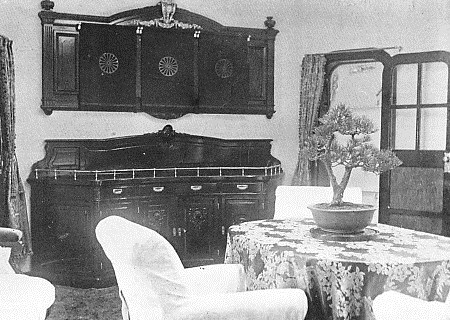
比叡艦内御座所。

練習戦艦当時の比叡で勤務した経験を持つ吉田俊雄は当時の姿を『お年寄り』、『生き残る為に、身をやつす。そんな悲痛な感じが比叡にあった』と表現し、後の艦長である西田正雄も改装された比叡を見て涙ぐんだという。他方、井上成美は生涯で最も愉快な時期を比叡艦長時代とし、海軍省軍務局長時代には御召艦比叡の油絵を飾っていた。比叡は練習戦艦となった際の兵装の撤去により艦内に余裕のあること、また艦隊所属でないためスケジュールの組みやすいことから昭和天皇の御召艦として利用された。1933年（昭和8年）5月には展望台を設けるなど、御召艦用施設の設置工事を横須賀工廠で行った。比叡はこの年の横浜沖大演習観艦式と1936年（昭和11年）神戸沖特別大演習観艦式、また戦艦に復帰した第二次改装直後の1940年（昭和15年）10月11日における紀元二千六百年特別観艦式の合計3回、観艦式での御召艦を務めている。また1935年（昭和10年）には宮崎、鹿児島で行われた陸軍特別大演習への行幸時に、更に同年4月の満州国皇帝 愛新覚羅溥儀の訪日の際にも御召艦となっている。1936年（昭和11年）2月の二・二六事件では、横須賀鎮守府の井上成美参謀長が米内光政司令長官に「万一の場合は陛下を比叡に御乗艦願いましょう」と進言しており、より深刻な事態になった場合は昭和天皇が「比叡」から指揮を執る事態もありえた。同年には北海道で行われる陸軍大演習に際し、天皇を横須賀から小樽まで送り届けた。
御召艦としての比叡は切手に描かれ、写真週報でも報道されるなど、戦前の日本海軍を代表する軍艦であった。これらにより戦前では長門型戦艦、高雄型重巡洋艦と同じくらい親しまれた艦であったという。紀元二千六百年記念観艦式に参列した吉川英治は御召艦比叡を見て「軍艦の芸術味、美しさと荘重さとのとけ合つた此の素晴しさ」と感嘆している。その一方、御召艦に指定されると2週間上陸が禁止され、新造艦同様の状態になるまで艦内徹底補修と清掃が行われるため、乗組員達にとっては苦労が多かった。また、天皇旗を掲げた御召艦には遭遇した艦に対する敬礼の必要がなく、逆に相手艦は御召艦に対し登舷礼式、君が代演奏、万歳三唱をしなければならなかった。

### 大改装

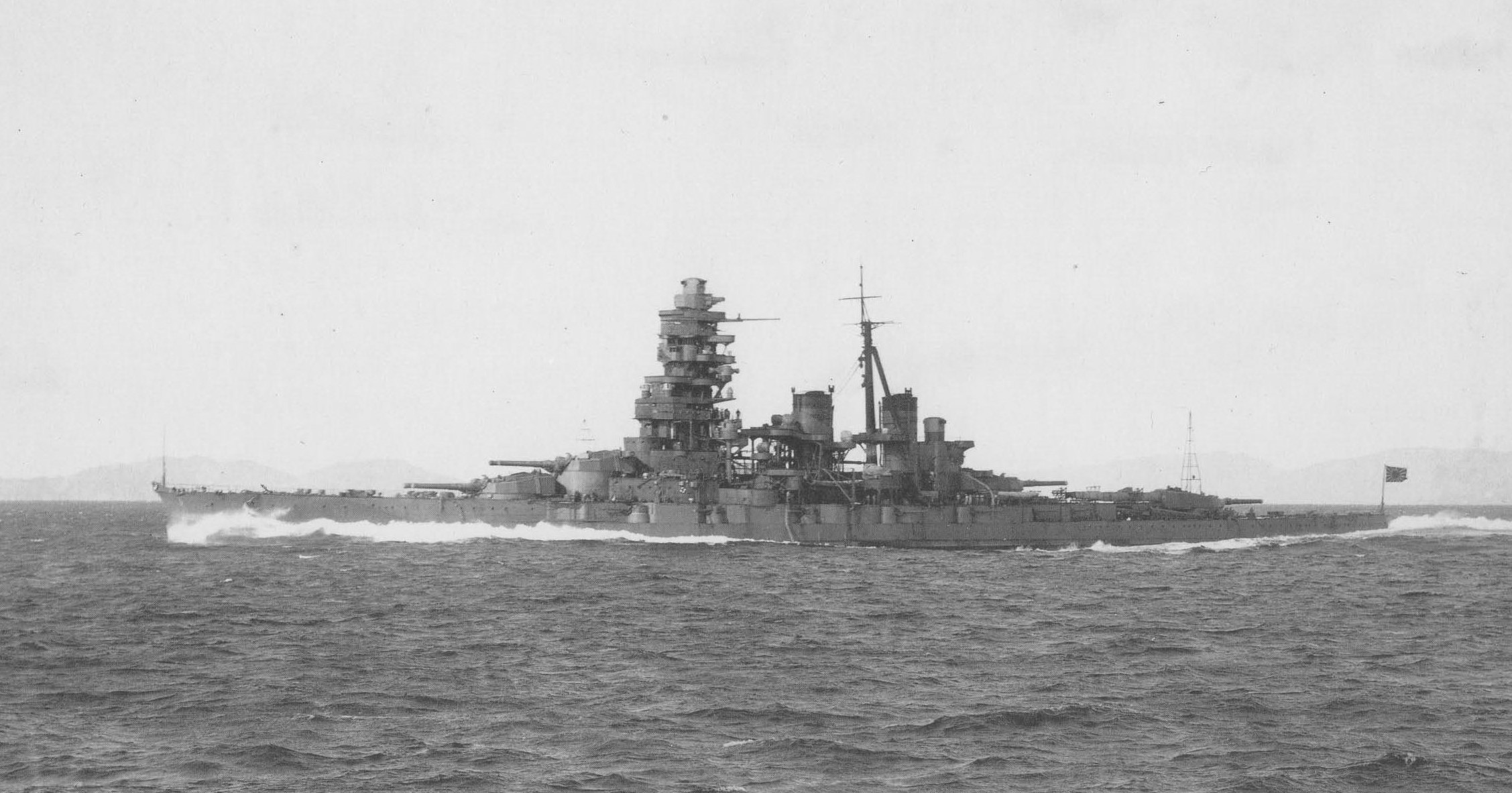
改装後。

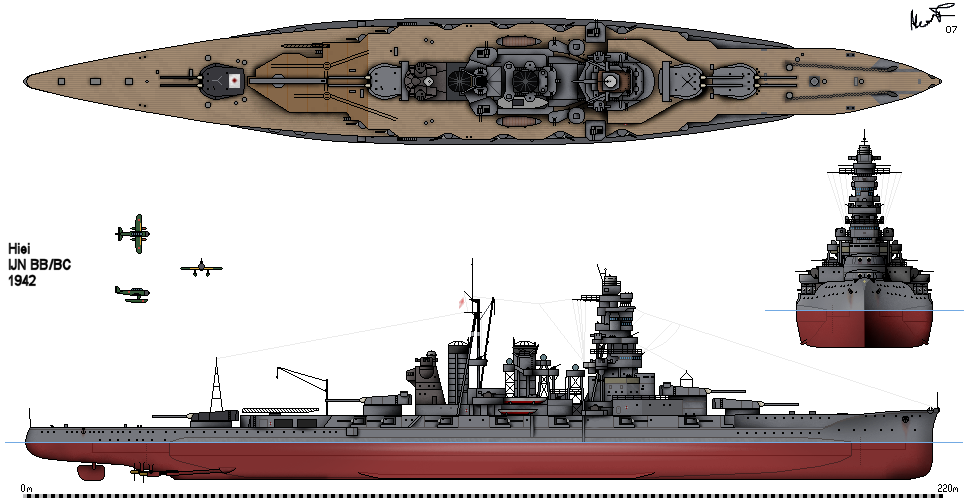
艦橋の形状が姉妹艦と異なる。

比叡は1936年（昭和11年）12月末のロンドン海軍軍縮条約切れを待って、11月26日より呉工廠で戦艦としての機能を回復させるための大改装が行われた。イギリスは比叡の再武装を在日本イギリス代理大使を通じて抗議し、比叡廃棄処分と日本政府の説明を求めた。これに対する日本政府の返答は「比叡を練習艦として保存するという制限は、条約の効力存続を前提とするものであって、失効後は制限も消滅する」だった。この改装は他の金剛型戦艦が一次、二次と2回で行われた改装を一度に行った形となった。改装点は以下の通り。
- 第4砲塔、舷側装甲の復活。
- 水平装甲の追加（推定。他艦は第一次改装で実施済み）
- 主砲装甲を強化、前盾250mm、天蓋150mmとなる。
- その他装甲を追加する。
- 主砲仰角を43度まで増大し、最大射程は35,450mとなった。
- 副砲仰角も30度まで増大し、最大射程は19,500mとなった。
- 副砲は2門減り、14門とする。
- 主缶を重油専焼缶8基とする。
- 重油搭載量を増大、航続距離を延長した。
- 主機を艦本式タービンと交換、出力は136,000馬力となった。
- 抵抗を減少させるため艦尾を7.6m延長し速力を29.7 ktとした。
- 排水量が増大したため、バルジを装着した。
- 12.7cm高角砲の指揮装置を九四式高射装置とする。（他艦は九一式高射装置）
- 25mm連装機銃10基を装備。
- 艦橋の近接防御用に13mm4連装機銃2基を装備（この機銃に対して「大和型と同じ装備」との記述が見受けられるが実際に大和型の艦橋に装備されたのは13mm連装機銃であり比叡とは異なる）
- その他応急注排水装置、防毒装置などを装備した。

この工事は大和型戦艦のテスト艦としての役割も担っている。艦橋構造物は他の艦と違い、大和型戦艦と似た塔型構造を採用している。艦橋トップの方位盤も大和型で採用予定の九八式射撃盤と九四式方位照準装置を、大和型と同様に縦に重ねて搭載している。これにより姉妹艦とは艦影がかなり異なる形となった。また主砲旋回用水圧ポンプに大和型への導入テストとしてブラウンボベリー（現ABBグループ）のターボポンプ1台を導入し、高評価を得て大和型に3台導入された。内部も、火薬庫冷却装置、応急注排水装置、急速注排水装置を大和型採用予定のものを組み込んでいる。
艦幅は他の同型艦より1m広い。他の艦は改装により吃水が深くなりすぎ、防御甲板（下甲板）が水線下となってしまった。このため吃水を浅くし防御甲板を水線上に上げるためにとられた処置である。バルジの幅を広くして浮力を増し、下甲板は水面より高くなった。排水量は3万6601 tに達している。宇垣纏連合艦隊参謀長は、著作の中で「改造の最後艦にして最も理想化された艦」と述べている。もっとも書類上は『練習戦艦』のままだった。
1939年（昭和14年）12月5日の公試では排水量36,332 t、出力137,970馬力において29.9 ktを記録している。1940年（昭和15年）7月3日には、皇弟である高松宮宣仁親王（海軍少佐）が砲術長に補職される。親王にとって2度目の比叡勤務となる。1941年（昭和16年）4月まで勤務していた。有馬馨比叡艦長以下幹部は宣仁親王に参謀長室を提供しようとするなど気を使うことが多かったが、親王は一将校として比叡で勤務した。後日、親王は比叡沈没後の水交会で「比叡の時が一番気安く暮らした」と回想している。

### 太平洋戦争〜緒戦〜

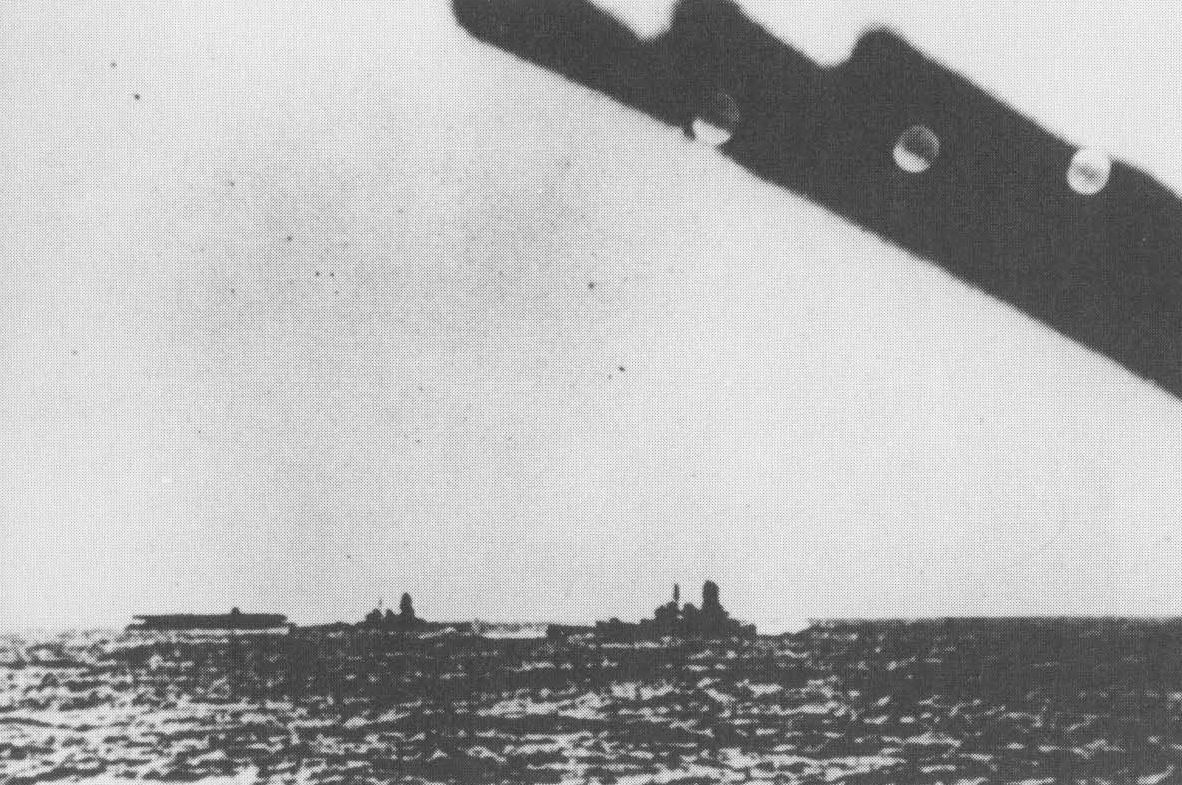
1941年12月7日、真珠湾攻撃に向けて進撃する日本海軍空母機動部隊。画面左から空母加賀、練習戦艦比叡、戦艦霧島。

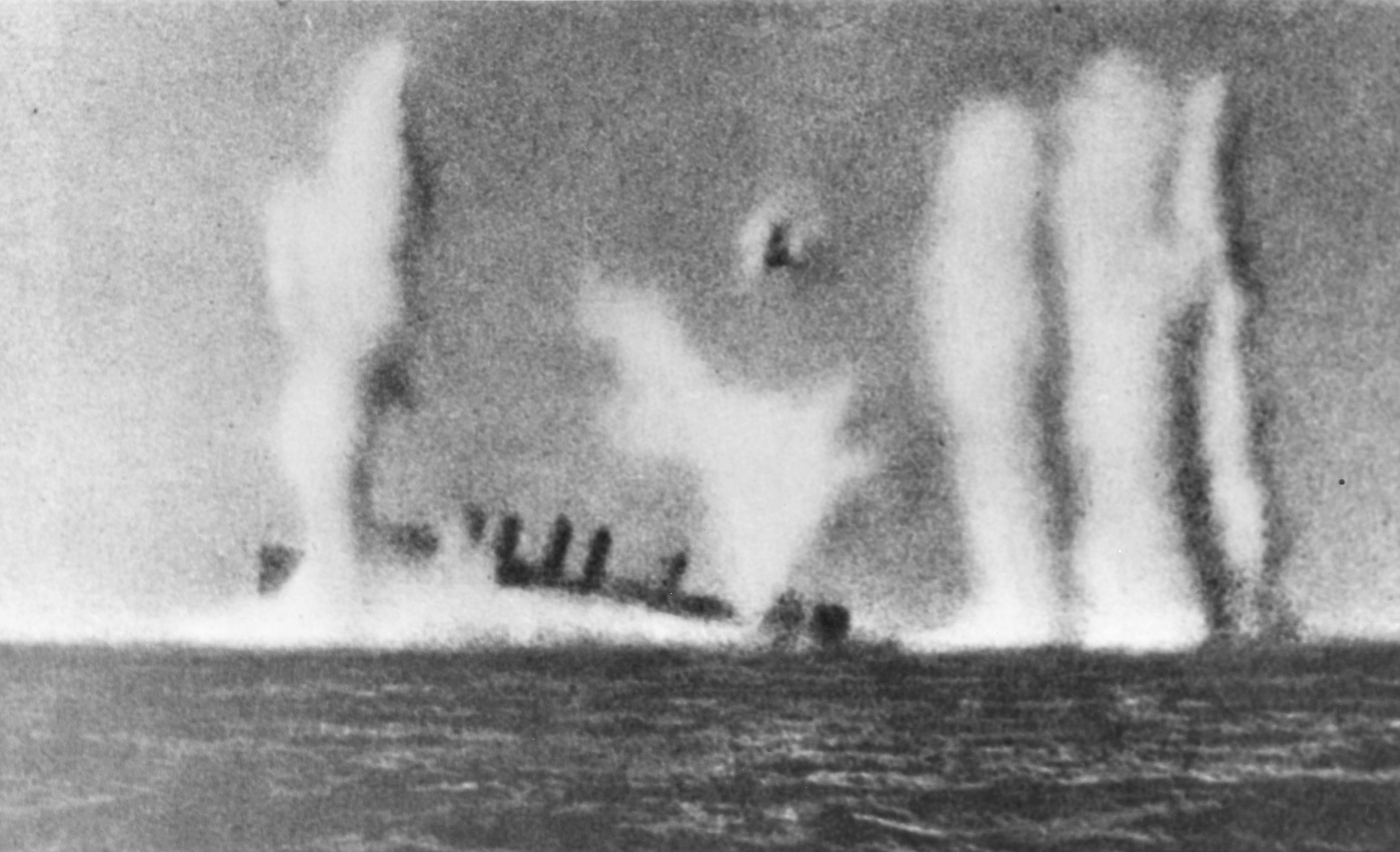
1942年3月1日、艦爆の攻撃で大破した駆逐艦エドサル。すでに艦尾より沈みだしている。比叡は霧島と共に大破したエドサルにとどめをさしている。

高速戦艦として生まれ変わった比叡は、まず1940年（昭和15年）10月11日における紀元二千六百年特別観艦式における御召艦（昭和天皇座乗艦）として小改造を施され、同式典に参加した。昭和天皇、皇族軍人、山本五十六連合艦隊司令長官（紀元2600年式典特別観艦式指揮官）、及川古志郎海軍大臣等が乗艦した比叡は重巡洋艦3隻（先導艦〈高雄〉、供奉艦〈古鷹、加古〉）とともに観艦式を遂行した。同年10月22日、比叡艦長は阿部孝壮大佐から有馬馨大佐に交代した。11月1日、第三戦隊司令官は南雲忠一中将から小沢治三郎少将（当時第一航空戦隊司令官）に交代。12月1日、比叡は第三戦隊に編入された。
当時、戦艦は敵戦艦と白昼に長距離砲戦をする前提で考えられていたが、金剛型戦艦4隻（金剛、比叡、榛名、霧島）は大改装で約30 ktという高速を得ており、それを生かすため、艦隊決戦において「積極的に夜戦にも投入したら」という意見が出て来た。重巡洋艦に同行し、重巡洋艦同士の夜戦に際し味方が狙いを定めるための援護として36cm砲の星弾を敵の頭上に打ち上げるのである。また重巡洋艦がサーチライトを照射し目標を戦艦に示すことも考えられた。特に、当時の第三戦隊司令官小沢治三郎少将（昭和15年11月〜昭和16年9月）は、きたるべき日米戦争は局地戦の連続になると想定。第三戦隊をあらゆる局面に積極的に投入するため『万事駆逐隊並に扱う位のつもりで鍛え上げておかねばならない』と訓戒した。
1941年（昭和16年）4月5日、高松宮宣仁親王（比叡砲術長、前年11月15日に中佐進級）は横須賀海軍航空隊教官に任命され、比叡を退艦した。当時、昭和天皇は日米開戦を懸念しており、また秩父宮雍仁親王も肺結核に罹患していた。高松宮の人事は「弟宮をなるべく東京に」という天皇の意向であった。9月6日、第三戦隊司令官は小沢治三郎中将（補海軍大学校校長。10月18日より南遣艦隊長官）から三川軍一中将（当時第五戦隊司令官）に交代。
本艦は金剛型4番艦霧島とともに第三戦隊第一小隊（比叡、霧島）を編成、第八戦隊（利根型重巡洋艦：利根、筑摩）とともに第一航空艦隊（通称、南雲機動部隊）の支援部隊を形成した。機動部隊に随伴できる速力を持つため、アメリカ軍水上部隊に襲撃された場合は36cm砲で撃退し、また空母が損傷した場合は曳航することが期待されていた。12月8日、真珠湾攻撃を行う第一航空艦隊（司令長官南雲忠一中将、参謀長草鹿龍之介少将）の空母6隻（第一航空戦隊〈赤城、加賀〉、第二航空戦隊〈蒼龍、飛龍〉、第五航空戦隊〈翔鶴、瑞鶴〉）を、第三戦隊第1小隊（比叡、霧島）、第八戦隊（利根、筑摩）、警戒隊（指揮官大森仙太郎第一水雷戦隊司令官：軽巡洋艦〈阿武隈》、第17駆逐隊〈谷風、浦風、浜風、磯風〉、第18駆逐隊〈不知火、霞、陽炎、霰〉、駆逐艦秋雲）と共に護衛する。12月24日、日本に戻った。
1942年（昭和17年）1月8日、トラック泊地へ向けて出港した。南雲機動部隊はラバウル空襲、オーストラリアのポート・ダーウィン空襲を行い、第三戦隊第1小隊（比叡、霧島）も同行する。2月8日、第三戦隊第1小隊（比叡、霧島）を含む機動部隊ごと南方部隊に編入され、2月16日に第2小隊（金剛、榛名）と合流し金剛型戦艦4隻が揃うことになった。2月下旬、南雲機動部隊はオーストラリア方面に脱出する連合軍艦艇の捕捉撃滅を命ぜられ、第八戦隊（利根、筑摩）とともにジャワ島南方海域を警戒した。3月1日午後5時46分、比叡は逃走するアメリカの駆逐艦エドサル（DD-219 Edsall）を発見し、距離25kmの敵艦に対し前部36cm砲で砲撃した。八戦隊（利根、筑摩）も砲撃したがエドソルには命中せず、比叡が発進させた九五式水上偵察機の爆撃も失敗、比叡は午後6時25分に砲撃を中止する。苛立った南雲中将は空母2隻（加賀、蒼龍）に九九式艦上爆撃機による爆撃を命じた。午後6時35分から艦爆が攻撃し、エドソルは大破した。比叡は16kmまで接近すると、副砲射撃で午後7時にエドソルを撃沈し、これが太平洋戦争において戦艦が敵艦を沈めた最初となった。後にアイオワ級戦艦ニュージャージー（USS New Jersey, BB-62）もトラック島空襲で駆逐艦野分（第4駆逐隊）を目標として砲撃した時、同じような体験をしている。日本軍の東南アジア占領を見届けた第三戦隊は3月11日から3月25日までスターリング湾に停泊したあとインド洋へ進出、セイロン沖海戦に参加した。4月24日、日本に戻った。

### アメリカ軍機動部隊との戦い

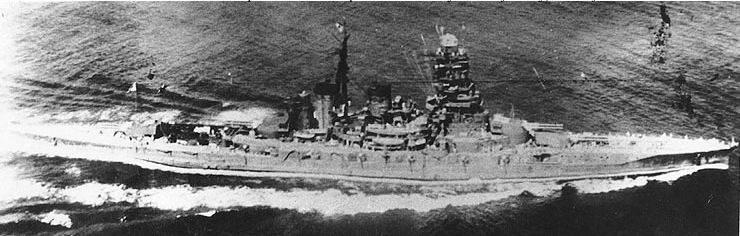
1942年7月11日　アリューシャン方面から帰投中、東京湾にて。

アメリカ軍の継戦意欲を砕くため、山本五十六連合艦隊司令長官は残存する米空母の撃滅を企図した。ミッドウェー島を占領し、ハワイから進出してくるアメリカ軍機動部隊・艦隊を迎撃するという作戦である。
5月、第三戦隊の中で編成替えが行われる。第1小隊（比叡、金剛）、第2小隊（榛名、霧島）となり、第一小隊（比叡、金剛）は近藤信竹中将の第二艦隊(攻略部隊本隊)に加わり、第2小隊（榛名、霧島）は南雲機動部隊に編入された。5月29日、比叡は日本を出発した。6月5日、日本軍とアメリカ軍の間にミッドウェー海戦が勃発した。近藤艦隊は南雲部隊から距離340浬・28 kt12時間の地点で空母3隻（赤城、加賀、蒼龍）被弾炎上という速報を受信する。近藤中将は直ちに東方へ進軍を命じアメリカ軍機動部隊との水上戦闘を企図したが、アメリカ軍機動部隊は日本軍との夜戦を嫌って東方へ反転退避する。さらにレーダーを搭載した戦艦日向は山本長官以下第一戦隊（大和、長門、陸奥）とともに遥か西方にあり、近藤中将は夜戦を断念し続いて山本長官の退却命令により退却行動に入った。空母瑞鳳、第三戦隊、第五戦隊、第八戦隊等は北方へ進出、アリューシャン方面の戦いに投入される。支援部隊（第一支援隊〈比叡、利根、筑摩、秋雲、風雲、夕雲、巻雲、旭東丸〉、第二支援部隊〈妙高、羽黒、金剛、阿武隈、第21駆逐隊、朝雲、夏雲、峯雲、玄洋丸〉）を編成。アリューシャン方面で哨戒任務についたがアメリカ軍機動部隊は出現せず7月11日、横須賀に帰港した。
7月14日、戦時編制が改訂された。南雲忠一中将、草鹿龍之介参謀長指揮のもと、第一航空戦隊（空母：翔鶴、瑞鶴、瑞鳳）・第二航空戦隊（空母：飛鷹、隼鷹、龍驤）を中核とする第三艦隊が編成され、（比叡、霧島）は第十一戦隊（司令官阿部弘毅少将）を形成して第三艦隊隷下部隊となった。8月7日、アメリカ軍はウォッチタワー作戦を発動し、アメリカ軍機動部隊の支援の元、ガダルカナル島とフロリダ諸島ツラギ島にアメリカ海兵隊が上陸、これらを占領した（ガダルカナル島の戦い、フロリダ諸島の戦い）。日本軍はラバウルから一式陸上攻撃機を、水上からは外南洋部隊指揮官三川軍一第八艦隊司令長官/中将（7月まで比叡に座乗）率いる外南洋部隊・第八艦隊を迎撃に向かわせた。日本軍航空隊は「軽巡2隻、輸送船10隻、大巡1隻大火災、中巡1隻大破傾斜、駆逐艦2隻火災、輸送船1隻火災」を報告、第八艦隊は第一次ソロモン海戦で「巡洋艦10隻撃沈、駆逐艦4隻撃沈」を報告した。実際には、第八艦隊は重巡洋艦4隻を沈めたものの、航空隊の戦果は駆逐艦2隻撃沈、駆逐艦2隻大破だけだった。
8月16日、比叡以下第三艦隊はトラック島に向けて日本を出発した。この時点で空母3隻（第二航空戦隊〈隼鷹、飛鷹〉、一航戦〈瑞鳳〉）は訓練途中だったため、ソロモン諸島に向かった空母は3隻（翔鶴、瑞鶴、龍驤）だけだった。第三艦隊は主に2つの集団で構成され、空母と少数の護衛部隊（艦艇）からなる本隊、第十一戦隊(比叡、霧島)・第七戦隊（重巡洋艦：鈴谷、熊野）・第八戦隊（重巡洋艦：利根、筑摩）の前衛艦隊に分かれている。前衛艦隊は空母部隊から100-150浬前方に進出して横一列陣形（艦間隔10-20km）をとり、索敵と敵機の攻撃を吸収する役割を担った。いわば囮となる前衛艦隊将兵からは不満が続出したが、指揮官達は新陣形・新戦法を検討する時間も与えられないまま最前線へ進出した。
8月21日、アメリカ軍機動部隊出現の報告により第三艦隊はトラック入港を中止し、前進部隊指揮官近藤信竹第二艦隊司令長官（旗艦愛宕）指揮下の第二艦隊（前進部隊）と合流した。近藤中将は第三艦隊を指揮する南雲中将より先任だったため、形式上は近藤中将が南雲中将と機動部隊を指揮することになっていたが、近藤司令部と南雲司令部はお互いの情報交換・戦術のすり合わせを一度も行ったことがなかった。
8月24日の第二次ソロモン海戦では、第三艦隊前衛部隊は機動部隊本隊からわずか5-10浬程度しか進出せず、近藤中将の第二艦隊は第三艦隊が無線封鎖をしているために味方の位置すら掴めなかった。24-25日にわたる一連の戦闘と作戦で、日本軍は3隻（龍驤、睦月、金龍丸）を喪失した。また、軽巡神通と水上機母艦千歳も中破した。龍驤沈没分を含め零戦30、艦爆23、艦攻6、水偵3を喪失した。アメリカ軍は空母エンタープライズ（USS Enterprise, CV-06）が中破して航空機20を失った。前衛部隊はB-17重爆に空襲され、戦艦霧島と駆逐艦舞風の付近に弾着したが被害はなかった。この戦闘で比叡は零式水上観測機1機をSBDドーントレスとの空戦により失っている。ガダルカナル島へ向かう輸送船団（第二水雷戦隊護衛）が撃退されたことで、ガ島戦は新たな局面を迎える。8月28日、第三艦隊はトラック泊地に到着した。
9月10日、ソロモン諸島北東海面に向けてトラック泊地を出撃、アメリカ軍機動部隊を捜索したが会敵できず、9月23日にトラック泊地に戻った。
約1ヶ月後の10月26日、ガダルカナル島の日本陸軍総攻撃を支援する日本海軍と同海域の制海権を確保しようとするアメリカ軍機動部隊との間に南太平洋海戦が勃発した。南雲機動部隊は第一航空戦隊（翔鶴、瑞鶴、瑞鳳）を基幹とする本隊（指揮官南雲忠一第三艦隊司令長官）と、第十一戦隊司令官を指揮官とする前衛部隊（練習戦艦〈比叡>、戦艦<霧島〉、重巡〈鈴谷、利根、筑摩〉）、第十戦隊、補給部隊（油槽船6隻、駆逐艦野分）に分離して行動した。
機動部隊前衛部隊は米空母2隻（ホーネット、エンタープライズ）攻撃隊の空襲を受け「筑摩」が大破した。前衛部隊にそれ以上の被害はなかった。つづいて前衛部隊は、前進部隊（指揮官近藤信竹第二艦隊司令長官：旗艦愛宕）の指揮下に入り、撤退するアメリカ軍機動部隊を追撃することになった。前衛部隊の行動は積極性を欠いていたが、ともかく前進部隊（第二艦隊）に合同して追撃を開始。航行不能になっていた空母ホーネット（USS Hornet, CV-08）を捕捉し、ホーネットの撃沈に成功している。日本軍は当初アメリカ軍の主力空母3隻、戦艦1隻（籠マスト）、大巡1隻、駆逐艦1隻、艦型不詳1隻(大巡以上)を撃沈したと誤認していた。

### 第三次ソロモン海戦
ガダルカナル島の日本陸軍は重火器、弾薬、食料の不足によりアメリカ海兵隊に対抗できなくなっていた。日本軍は11月の月が出ない闇夜を選んで、第三十八師団を11隻の輸送船でガダルカナル島へ送り届けることを決定する。輸送作戦の成功には、ガダルカナル島のヘンダーソン飛行場を破壊してアメリカ軍機の活動を抑えることが必要となっていた。10月中旬、栗田健男少将率いる第三戦隊(金剛、榛名)がヘンダーソン基地艦砲射撃を行ってアメリカ軍に大きな損害を与えており、今村均第十八軍司令官は再度の戦艦による対地砲撃を要請した。山本長官は陸軍の要請を断れず、山本長官自らが比叡もしくは戦艦大和を率いてガダルカナル島へ赴くことを検討したほどである。
結局、空母隼鷹（第二航空戦隊）を含む第二艦隊は11月9日トラック泊地を出撃し、第十一戦隊（司令官阿部弘毅中将、練習戦艦〈比叡>、戦艦<霧島〉）、第十戦隊（司令官木村進少将、軽巡洋艦〈長良〉、第61駆逐隊〈照月〉、第16駆逐隊〈雪風、天津風〉、第6駆逐隊〈暁、雷、電〉）、第四水雷戦隊（司令官高間完少将〈旗艦朝雲〉：第9駆逐隊〈朝雲〉、第2駆逐隊〈第1小隊〔村雨、五月雨〕、第2小隊〔夕立、春雨〕〉、第27駆逐隊〈時雨、白露、夕暮〉）で構成される挺身攻撃隊が抽出されてヘンダーソン飛行場砲撃に向かった。艦隊は事前に水上偵察機をイサベル島レカタ基地に派遣し、ガダルカナル島沖で偵察機からの誘導を元に砲撃を行う計画である。
当初はルンガ泊地にアメリカのワシントン型戦艦3隻を含む艦隊の存在が報告されたが、後に防空巡洋艦という訂正電報が入った。宇垣纏連合艦隊参謀長はアメリカ艦隊がガダルカナル島周辺にとどまり、飛行場砲撃に向かう挺身艦隊を交戦することを危惧したが、黒島亀人先任参謀は「アメリカ軍は何時もの通り夜になれば逃げる」と主張し、山本長官とともに何の手段も講じなかった。宇垣は後に強く主張しなかったことを「之れ十数時間後に重大なる結果を招来せる素因となれり」と後悔している。

#### 11月12日第1夜戦
1942年（昭和17年）11月12日、挺身攻撃隊は、たびたび猛烈なスコールに襲われた。大西謙次（比叡運用長）は、数時間続いた豪雨が比叡の運命を狂わせたと証言している。飛行場射撃困難と判断した挺身攻撃隊指揮官阿部弘毅第十一戦隊司令官は午後10時、サボ島北で反転を命じた。ところが反転直後に天候が回復、レカタ基地から水上偵察機発進の通達と、ガダルカナル島のコカンボナ観測所から砲撃要請があった。阿部中将は艦隊司令部の意見を総合し、艦砲射撃実行を決断した。このため再度反転、予定より約40分遅れてガダルカナル島に接近する。挺身攻撃隊は第十戦隊、第十一戦隊、第四水雷戦隊の寄せ集めであり、電波の調整が上手くいかず、艦隊の陣形は乱れた。護衛されるべき旗艦比叡は艦隊の前方に位置しており、前衛として先行すべき四水戦（朝雲、村雨、五月雨）は第十一戦隊の左後方を航行、第2駆逐隊第2小隊（夕立、春雨）のみ艦隊前方に突出していた。また第27駆逐隊はルッセル諸島とガダルカナル島間警戒任務のため、夜戦には参加していない。
混乱した状況下、挺身艦隊司令部はアメリカ艦隊がルンガ泊地に存在せぬものと判断。戦艦2隻の主砲に対地砲撃用の三式弾を弱装弾薬で装填した。比叡は主砲を右舷に指向して砲撃寸前の状態だったという。午後11時42-43分、挺身艦隊（夕立、比叡、春雨）は左前方約10kmにアメリカ巡洋艦艦隊（指揮官ダニエル・J・キャラハン少将、重巡2・軽巡3・駆逐艦8）を発見する。陸上砲撃用の三式弾を徹甲弾に切り替えるか艦首脳部の間で問答があったのち、午後11時51分に比叡は探照灯で距離5-6km先で横陣を形成していたアメリカ艦隊を照らし出すと、主砲射撃を開始した。この時、一番砲塔は第一斉射を発射できなかったという証言がある。
比叡はノーマン・スコット少将座乗の防空巡洋艦アトランタ(USS Atlanta, CL-51)に初弾命中を記録したものの、探照灯を使用したためにアメリカ艦隊の格好の目標となり、集中砲撃を受けた。2-3斉射を行ったところで艦橋を含めた上部構造物に50発以上の命中弾があり、通信能力を喪失、火災も発生する。特に艦橋への命中弾で射撃指揮所から各砲塔に繋がっている電線回路が切断され、一斉斉射が不可能になった。艦橋指揮所では鈴木参謀長が戦死、阿部司令官、西田艦長、田村副長、千早正隆砲術参謀も重軽傷を負った。五月雨は比叡を敵艦と誤認して機銃射撃を行い、比叡から副砲もしくは高角砲の反撃を受けている。五月雨側は味方識別灯をつけ、ようやく双方が射撃を停止した。その比叡では艦尾喫水線付近をアメリカ軍巡洋艦主砲弾に貫通（不発）され、艦後部舵取機室・電動機室が浸水、操舵不能となった。西田艦長の戦闘日誌によれば、40分間の夜間戦闘で米艦隊砲弾85発が命中、魚雷数本が命中不発、魚雷1本が右舷バルジに命中した。あまりにも至近距離の砲戦となったために、アメリカ軍駆逐艦は機銃まで使用して砲撃を行い、一方でアメリカ軍の魚雷は至近距離のため安全装置が作動したため不発だったという。比叡側も前部副砲でアメリカ駆逐艦を迎撃しようとしたところ、距離が短すぎて仰角が足らず砲撃できないこともあった。
旗艦比叡が操舵不能・通信不能となったことで、比叡救援中の第十戦隊司令官（旗艦長良）は挺身攻撃隊の指揮権を継承し、四水戦各艦および霧島を率いて戦場離脱を開始した。この時、長良は駆逐艦部隊（照月、時雨、白露、夕暮）に比叡救援を下令している。また、戦場から離脱する途中で長良と合流した雪風も、手旗信号によって比叡が危機的状況にあると伝えられたため比叡救援に急行した。

#### 舵復旧作業とアメリカ軍の攻撃
上記のように、比叡は艦橋を中心に上部構造物に大きな被害を受けたが、主砲や機関は無事であった。だが操舵不能状態に陥っており、ガダルカナル島周辺海域から離脱しようと応急修理を急いでいた。午前3時30分、艦橋付近の火災は鎮火に向かい、機関室は無事であったため、右舷スクリューと左舷スクリューを反対に回して北西に針路をとろうとし、これで3ノットほどで直進できるようになった。しかし排水ポンプ停止による浸水増加のためついに舵取機室を放棄。人力操舵をしていた乗員は溺死寸前で舵取機室から退避した。これで舵が流され、サボ島北方を旋回した。阿部司令官や比叡の西田艦長は戦闘艦橋から司令塔に移って指揮をとった。一部の将校はガ島に乗り上げて飛行場を砲撃することを進言したが、比叡の西田艦長は手段を尽くして避退すべきと決意し、ガ島座礁案を却下した。
午前4時7分、比叡はルンガ方面距離24kmにアメリカ軍巡洋艦を認め、その巡洋艦がすでに破棄され無人漂流中であった駆逐艦「夕立」を撃沈したのをきっかけに後部主砲を発射し、3-4斉射で応射した。この艦は大混戦中に酸素魚雷1本が命中し、舵が故障して旋回運動を行っていた重巡洋艦のポートランド(USS Portland, CA-33)だった。比叡は徹甲弾を使用して砲撃を行ったがポートランドには命中しなかった。敵艦が見えなくなったため、艦内の士気をあげるために撃沈と報じたという。日本軍の公式記録では撃沈が記録されており、大本営発表では『つひに戦艦も満身創痍の損害の受けたこの時、サボ島の島かげから1隻の敵大型巡洋艦がわれ（比叡）に止めを刺さんと出撃して来たのです。わが戦艦は莞爾としてこれを迎へ撃ち、戦艦は敵巡洋艦に最後の巨弾を報い、忽ちこれを撃沈したのです』と報道された。
午前4時20分、駆逐艦雪風（第16駆逐隊）が到着した。続いて4隻（照月、時雨、白露、夕暮）が到着し、護衛の駆逐艦は5隻になった。照月から見た比叡は健在のようだったが「舵故障・修理中」という連絡があり、動き出しては停止していたという。午前6時00分以降、阿部中将は比叡から雪風に移乗した。ところが比叡側の通信機が故障していたため連絡は手旗信号に頼らざるを得なくなり、阿部司令官と西田艦長の間で情報の把握に差異が生じた。阿部司令官は姉妹艦霧島で比叡を曳航することを下令。だが、反転して現場に向かっていた霧島が米潜水艦に雷撃され、1本の魚雷が命中する被害を受けた。幸い魚雷は不発であり被害は軽微であったが、霧島を護衛もなしで戦場に再投入するのは危険と判断され、北方に退避させる指示が出た。日本軍は比叡を掩護すべく、付近の基地航空隊や空母隼鷹から零式艦上戦闘機や零式水上偵察機を上空直掩機として送り込んだ。隼鷹は零戦26・艦攻5、基地航空隊は零戦16・陸攻1機を投入したが、一度に送り出せる零戦は10機未満だった。比叡は停止して泳ぎの達者な乗員による防水作業を試み、破孔に毛布やマットを充填して防水しようとした。
日が昇ると、ヘンダーソン基地から発進したF4Fワイルドキャット戦闘機やSBDドーントレス急降下爆撃機、エスピリトゥサント島から飛来するB-17大型爆撃機による攻撃が始まった。比叡の右舷高角砲2基は無傷、左舷三番高角砲は仰角48度で故障していた。機関は無事だったため、左に旋回しながらも最高29 ktでアメリカ軍機の攻撃回避に努めた。魚雷は全て回避に成功した。しかしB-17からの大量の投弾により、午前中に爆弾3発が比叡の2番主砲塔傍、中部右舷、4番主砲塔右に命中した。これによって缶2基が使用不能になり、機関区にも死傷者が出たが火災も程なく消火され致命傷にはならなかった。だが、空襲のたびに応急作業が中断された。また回避のための高速運転により破孔に詰め込んだ毛布も流されてしまい、乗組員は艦尾の破孔修復作業を何度もやり直すことになった。
午前8時30分、阿部司令官は比叡をガダルカナル島へ座礁させるよう命じた。その頃、空母エンタープライズ (USS Enterprise, CV-6)から第10雷撃隊のTBFアベンジャー雷撃機9機（アル・コフィン大尉）、F4Fワイルドキャット戦闘機6機（ジョン・サザーランド大尉）がヘンダーソン飛行場に移動するため発進する。西からサボ島とエスペランス岬に近づいた彼らは、日本艦隊（比叡、護衛の駆逐艦部隊）がサボ島北16kmにいるのを発見した。ワイルドキャット隊が比叡の上空にいた零式艦上戦闘機8機に向かうと、零戦隊は交戦せずに逃走したという。TBF隊は雲に隠れながら二手にわかれると、比叡に対し挟撃雷撃を開始する。比叡は左舷のTBFに向けて主砲を発射したが、砲弾はTBFの頭上を越えていった。TBFからは、比叡の上部構造物に火災の跡がくっきりと残り、高角砲や副砲の砲身が曲がっている光景が見られた。コフィン隊は左舷・右舷・艦尾に魚雷3本命中を主張している。「隼鷹飛行機隊戦闘行動調査」によれば、F4F16機、TBF5機、B-17爆撃機1機と交戦、F4F2機を撃墜、零戦3機が撃墜され、零戦2機が発進直後に不時着している。午前10時25-33分、阿部司令官は比叡に総員退去を命じたが、比叡の西田艦長は断った。西田艦長が戦闘詳報の草稿として残したメモによれば、阿部司令官の総員退去命令時点で「爆弾2-3発が命中するも損害軽微、罐室若干浸水するも排水の見込みあり」であった。
午前11時30分、阿部司令官は『艦爆20機の攻撃で比叡3罐使用不能、操舵復旧不可能、曳航不可能』とトラック島の連合艦隊司令部（山本五十六司令長官、宇垣纏参謀長）に報告、同時に比叡の処分を決定した。阿部司令官の命令に対し、比叡の西田艦長は復旧見込みありと反論する。そこにアメリカ軍機が再び出現、この雷撃隊はエンタープライズ第10雷撃隊だった。彼らはヘンダーソン飛行場に着陸すると補給を行い、再度出撃してきたのである。TBFアベンジャーは補給が間に合わなかったことから6機に減っていたが、ワイルドキャットの数は変わらず、加えてアメリカ海兵隊のSBDドーントレス8機が同行した。第10雷撃隊は比叡の右舷中央に1本、艦尾に1本、左舷に3本（2本不発）を主張する。赤沢（比叡主計中尉）は、アメリカ軍機による来襲10回、爆弾命中6、魚雷命中4本を記録した。戦闘詳報では、雷撃機10機の攻撃により魚雷2本が命中、右に15度傾斜、後部の浸水を記録している。西田艦長のメモによれば、魚雷2本命中（右舷前部揚鎖機室、右舷機械室前部）、爆弾1発が飛行甲板に命中である。坂本松三郎（大尉、掌航海長兼信号長）によれば、午後12時40分の総員上甲板集合命令時点で、比叡は右に7度傾斜、推定浸水量4,670 t、予備浮力12,150 tで「諸機械非常装置の作動極めて良好」であったという。

#### 沈没
午後0時30分、阿部司令官は比叡の処分を命令した。1時30分、阿部司令官は比叡処分のため「各艦魚雷2本ヲ準備シオケ」と命令した。
西田艦長は艦の保全に努力していたが、機関室全滅の報告を受けるとついに諦めて総員退艦準備、総員後甲板を下令した。坂本（比叡信号長）は、右舷機械室に命中した魚雷は不発だったが、魚雷命中と同時に命中した爆弾の火災により「機械室全滅」の誤報が西田艦長の元に届いたと推測している。最終的に、比叡には魚雷4本以上が命中したと推定される。西田艦長は後部砲塔の上から乗組員に対して訓示を行い、最後に総員退艦と注水弁（キングストン弁）開けを命じた。
乗組員がカッターボートで駆逐艦に移乗を始めた時、右舷後甲板から海面まで2mもなかったという。西田艦長はこの期に至っても比叡とともに自決するつもりで、総員退艦下命後も生還を望む部下達と1時間半にも渡る押し問答をしていた。それを察知した雪風艦上の阿部司令官は、直筆の命令書を比叡に送り、比叡の現状報告のため「雪風に移乗するように」と命令したが、西田艦長はこれも無視した。比叡上甲板が波に洗われる状態となったとき、もはや説得は不可能と判断した部下が西田艦長の手足を掴んで担ぎ上げ、強引にカッターボートに載せて比叡を離れた。雪風移乗後に比叡の機関室が無事だったことが判明したが、もはや手遅れであった。午後4時、比叡乗組員は随伴駆逐艦に移乗を完了、阿部司令官は第27駆逐隊（時雨、白露、夕暮）に比叡雷撃処分を命じた。
時雨等による魚雷処分直前の午後4時40分前後、阿部中将に山本司令長官より「比叡の処分待て」の命令がある。これを受けて第27駆逐隊司令駆逐艦（時雨）に雷撃中止命令が出た。この少し前、トラック島の戦艦大和の連合艦隊司令部では比叡処分を巡って対立があった。宇垣の『戦藻録』によれば、比叡は味方航空機行動圏内にいることから、宇垣は放置して様子を見ることを考えていた。すると山本長官が宇垣の部屋を訪れ『如何にも明日の撮影に依り宣伝の国米国に利用せらるる事心苦し。サインはしたるも如何かと思ふ』との心中を述べた。宇垣は山本長官の提案に同意して比叡の処分を決定しかけたが、黒島先任参謀が「比叡が浮いている限り輸送船団に対する攻撃を吸収する可能性がある」と反論した。山本長官は黒島の主張を採用し、比叡の処分命令を撤回したのである。宇垣は「中将たる司令官の意志を酌み長官の立場に於て其の責を引受くるの心情及敵手に委して機密暴露の惧を来たす事なからしむるの用心ある事なり。先の見えざる主張は理屈に偏して之等機微の点を解し得ざるものあるのみ」と記した。第十一戦隊参謀として現場(駆逐艦雪風)にいた千早正隆は「宇垣は現場の事情を少しは理解しているが、黒島は全く理解していない」と評している。
第十一戦隊戦闘詳報によれば阿部司令官が第27駆逐隊司令駆逐艦（時雨）に「処分待て」を命令して雷撃処分を中止しており、魚雷発射の記録はない。「西田は雪風の艦内で魚雷発射音を聞いた」との記述は吉田俊雄（元軍令部参謀で、第3次ソロモン海戦には参加していない）の昭和31年の著書『海戦』による。また「雪風が魚雷2本を発射した」は同じく吉田の昭和41年の著書『軍艦十二隻の悲劇』による。
雷撃処分が実行された描写は吉田の考察に基づくもので、吉田は昭和48年の著書『戦艦比叡』でも比叡沈没に際し『海戦』と同様の場面を書いたが、その後書きで比叡が雷撃処分されたと推測した理由を説明している。当時の吉田は「本当に比叡のキングストン弁を開いたかどうか多少の疑問が残っている。仮にキングストン弁を開いていなかったとしたら、比叡が沈むのに十分な海水が艦内に入らない」と考えており、戦闘概報や戦闘詳報の記録に反して比叡が雷撃処分される展開を記述したと述べている。吉田は雑誌丸昭和33年1月号（1957年11月発行）でも護衛駆逐艦に雷撃処分される比叡の最後を記したが、記事の冒頭で「読まれる方へ」と欄を設け、「内容について責任はすべて筆者にある」、「比叡の最後の是非について現在も重要な問題が残っており、事態を明確にするには詳細に亘らなければならないが、誌面の都合で割愛した」と断りを入れるなど、自身の記述の不明確さと文責について警告している。
吉田の疑念に反して、柚木哲（比叡発令所所長）が、司令部の命令の趣旨に従い西田艦長が機関長に注水弁開けを伝達し、最後に柚木が艦内下甲板まで巡回して兵の脱出を確認した際に注水弁を開いた兵からも実行を確認したので間違いないと証言した。柚木発令所所長からこの証言を得た豊田穣は、昭和52年の著書『四本の火柱』で「比叡の自沈は注水弁開放による」と記した。また安田喜一郎（比叡砲塔長）が自沈のため注水弁を開けたと言う証言がある。
吉田は平成7年の著書『日本帝国海軍はなぜ敗れたか 戦後五十年目の総括』の中で「比叡はキングストン弁開放による自沈」と記し、「比叡のキングストン弁は開かれず、味方の魚雷によって沈められた」と言う嘗ての見解を翻した。
西田艦長が戦闘詳報の草稿として作成したメモ（作成日は第三次ソロモン海戦から一週間後の11月20日）には、「雪風に収容された後、GF司令部から「比叡の処分待て」の命令があり、それならば比叡に帰還すべきと申し出たが許されず、遂に比叡をそのままにして海域を離れた」とあり、比叡の雷撃処分は実行されていないと記録されている。雪風の水雷員兼暗号担当や、同じく比叡を護衛していた照月主計長も連合艦隊からの命令により駆逐艦による比叡の雷撃処分は中止されたと証言しており、これらの証言は第十一戦隊戦闘詳報の記録とも合致している。
午後5時、駆逐艦5隻（雪風、照月、時雨、白露、夕暮）は、ガ島飛行場砲撃にむかう外南洋部隊支援隊（指揮官西村祥治第七戦隊司令官）と同士討ちすることを避けるため、比叡の傍を離れてサボ島西方に退避した。放棄時の比叡は右に15度傾斜し、艦尾も沈下していた。午後11時ごろ雪風達が戻ると比叡の姿は既になく、沈没したものと判定された。また、同じく比叡が沈んだかどうかの確認と、沈んでいない場合に雷撃処分を行うべくショートランドに向かっていた伊16も比叡が放棄された海域に到着したが、やはり比叡の姿を見つけることはなかった。比叡の戦死者は188名、負傷者は152名だった。比叡に勤務して『最も好きな軍艦の一つ』としている吉田俊雄は著作で「比叡の最期は、しかし、たいへん後味の悪いものであった」と述べている。
翌日、金剛型4番艦霧島も11月15日第2夜戦に参加し、同艦より30年も新しいノースカロライナ級戦艦ワシントン (USS Washington, BB-56)、サウスダコタ級戦艦サウスダコタ (USS South Dakota, BB-57)と交戦、砲撃戦の末に沈没した。金剛型戦艦は一度の海戦で4隻中2隻を喪失した。
本作戦が実行される直前の11月8日、昭和天皇は日露戦争の旅順港閉塞作戦で戦艦2隻（初瀬、八島）が漫然と行動中、ロシア海軍が仕掛けた機雷により沈没したことを引き合いに出し「注意を要す」と警告していた。日本海軍は10月16日の戦艦金剛・榛名の飛行場砲撃と同じ手を繰り返し、現存する敵兵力を軽視し、充分な護衛部隊をつけず、結果として2隻（比叡、霧島）を失ったのである。天皇は侍従武官から比叡処分の報告をうけて「残念だが戦果はあり、止むを得ざらん」と評している。
『比叡』という艦名は公表されなかったが、第三次ソロモン海戦で戦艦1隻が沈没、1隻が大破（本当は霧島沈没）したことは報道された。
『その凄絶な奮戦ぶりがまるで眼に見えるようで、私どもの感奮を促してやみません。これこそ、正しく敵にわが皮を切らせて、敵の肉を切り、わが肉を切らせて骨を切らんとする真剣勝負であり、決戦であったのです』
と評しているが、
『敵の戦意を決して侮ることはできません。艦齢外とはいえ、わが戦艦めざして集中攻撃を加へ来り、戦列を離れるや、さらにこれを攻撃し、つひに撃沈せしめるやうな攻撃精神をも発揮しつゝあるのです。（中略）敵もまた敵なりに相当の攻撃精神を発揮しつゝある事実を、私どもはこの際、はっきり銘記すべきでありませう』
とも述べている。
これにより、国民の間に建艦運動が起きている。第十一戦隊幹部と比叡乗組員約1200名は水上機母艦日進に便乗し、内地にむかった。その後、一部は最新鋭の軽巡洋艦大淀に配属され、太平洋戦争終盤を戦うことになった。西田艦長に対しては言い分を聞く査問会すら開催されず、時の海軍大臣・嶋田繁太郎海軍大将により、現役を解き予備役とする懲罰処分を受けた。山本長官はこの処分に激怒し、宇垣纏中将を派遣して抗議したが、もともと山本と嶋田が犬猿の仲であったため裁定は覆らなかった。

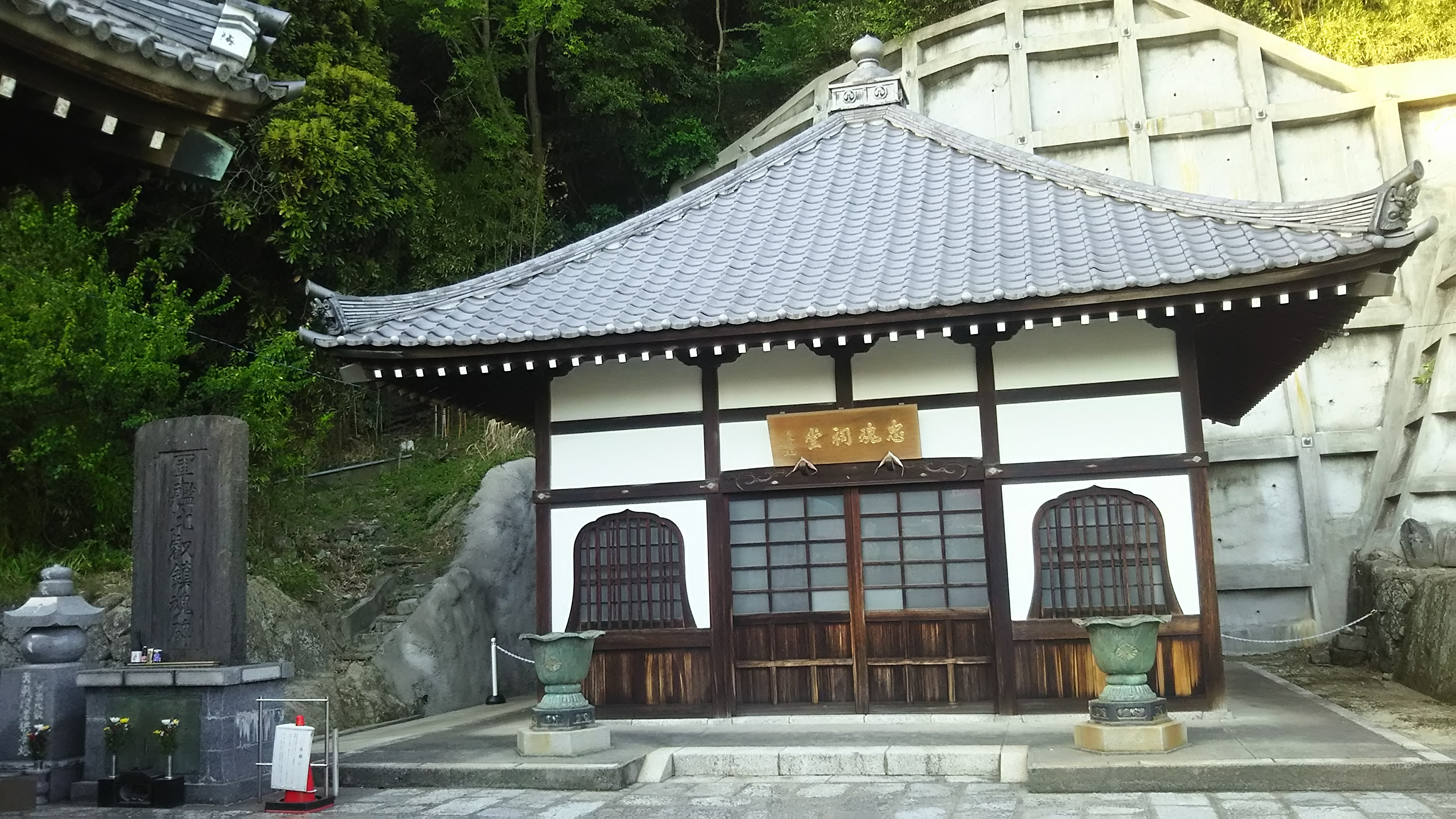
軍艦比叡鎮魂碑

西田艦長はその後も閑職を転々として終戦を迎えた。戦後も決して言い訳をすることなく、取材に応じたのも死の数ヶ月前に1度きりであった。
大分県竹田市にある広瀬神社には第二次改装のとき取り外された比叡のマストがある。
横須賀市衣笠栄町の光心寺には比叡にゆかりのある人らが結成した「軍艦比叡会」が建てた「軍艦比叡鎮魂碑」がある。

## 海底の比叡
2019年（平成31年）1月31日、ポール・アレンが創業したアメリカの調査チームが本艦がガダルカナル島のサボ島北西、水深985mの地点で沈んでいるのを発見した。なお、船体の3分の1にあたる約70mの前方の部分が切断されていたという。これに関して専門家は大きな爆発があったのではないかと見ている。
発見された比叡の船体から沈没状況がかなり絞り込まれた。駆逐艦や軽巡洋艦と違い、堅固な戦艦では被爆被雷による一次爆発で船体の折損は生じない。比叡の船体を折損させたのは弾火薬庫の誘爆による大規模な二次爆発で、比叡の艦首側一番、二番主砲弾火薬庫か装薬庫で誘爆が起きて船体を切断させたと見られる。
注水弁が開かれた比叡は右舷側ないし右舷艦尾側への傾斜を大きくして転覆。前部弾火薬庫の誘爆および大爆発は比較的深い水中で起きたもので、海上から比叡の沈没は確認できなかった。戦艦級の主砲塔弾火薬庫の爆発は相当な規模の爆炎や煙を生じ、ある程度離れた状態でも視認は困難ではないが、日本側だけでなく、比叡を空襲し、空から見ていたアメリカ軍も大規模な爆炎や煙を目撃していない。
前部弾火薬庫の爆発の原因として、信管や雷管が水圧上昇により誘爆して延焼したもの、転覆によりボイラーに海水が侵入して水蒸気爆発が起こって破壊されたもの、転覆により艦内電源がショートして火災が発生し誘爆したものが考えられる。
切断した比叡の艦首部分については、前部主砲弾火薬庫の爆発によって艦橋構造物と共に四散したか、今回の調査時間の都合で発見されなかったと見られる。

## 主要目一覧
| 主要目     | 新造時計画 （1914年）                                   | 練習戦艦時 （1931年）                   | 2次改装後 （1940年）                                                                                                  |
| ---------- | ------------------------------------------------------- | --------------------------------------- | --- |
| 排水量     | 常備：27,500t                                           | 基準：19,500t                           | 基準：32,165t 公試：37,000t                                                                                           |
| 全長       | 214.6m                                                  | 199.15m                                 | 222m |
| 全幅       | 28.04m                                                  | 28.04m                                  | 31.02m |
| 吃水       | 8.38m (常備)                                            | 6.32m                                   | 9.37m |
| 主缶       | イ号艦本式混焼缶36基                                    | ロ号艦本式大型2基 同小型3基 同混焼缶6基 | ロ号艦本式缶8基 |
| 主機       | パーソンズ式直結タービン4基4軸                          | パーソンズ式直結タービン4基4軸          | 艦本式タービン4基4軸                                                                                                  |
| 軸馬力     | 64,000shp                                               | 16,000shp                               | 136,000shp |
| 速力       | 27.5kt                                                  | 18 kt                                   | 29.7kt |
| 航続距離   | 8,000 海里/14kt                                         |                                         | 9,800 海里/18 kt |
| 燃料       | 石炭：4,000t 重油：1,000t                               |                                         | 重油：6,240t |
| 乗員       | 1,221名                                                 |                                         | 1,222名 |
| 主砲       | 毘式35.6cm連装砲4基                                     | 同3基                                   | 同4基 |
| 副砲       | 四十一式15.2cm単装砲16門                                | 四十一式15.2cm単装砲16門                | 同14門 |
| 高角砲     | なし                                                    | 八九式12.7cm連装4基 （後日装備）        | 12.7cm連装4基 |
| 機銃       | なし                                                    | 40mm連装2基 九二式7.7mm機銃3挺          | 九六式25mm連装10基 13mm4連装2基                                                                                       |
| 魚雷       | 53cm水中発射管8本                                       | なし                                    | なし |
| その他兵装 | 8cm砲4門                                                | 8cm砲4門                                | |
| 装甲       | 水線203mm 甲板19mm 主砲天蓋75mm 同前盾250mm 副砲廓152mm | （水線装甲撤去）                        | 水線203mm 甲板19mm※※ 主砲天蓋150mm 同前盾280mm 副砲廓152mm                                                            |
| 航空機     | なし                                                    | なし                                    | 定数(-1942年6月25日):九五式水偵3機 定数(1942年6月25日-):零式観測機11型(または九五式水偵)2機 零式水偵11型1機 射出機1基 |

※ 空白は不明。

※※ 工事内容の詳細は明らかでないが、他艦と同様とすると追加の甲板装甲は以下の通り。
缶室64mm、機械室83-89mm、弾薬庫102-114mm、舵取室76mm

### 公試成績
| 時期      | 排水量  | 出力       | 速力     | 実施日                   | 実施場所       | 備考 |
| --------- | ------- | ---------- | -------- | ------------------------ | -------------- | ---- |
| 竣工時    | 27,390t | 76,127shp  | 27.724kt | 1914年（大正3年）4月26日 | 館山沖標柱間   |      |
| 2次改装後 | 36,332t | 137,970shp | 29.9kt   | 1939年（昭和14年）12月   | 宿毛湾外標柱間 |      |

## 歴代艦長
※『艦長たちの軍艦史』11-14頁、『日本海軍史』第9巻・第10巻の「将官履歴」及び『官報』に基づく。
1. 高木七太郎 大佐：1913年9月20日 - 1915年12月13日 ＊兼横須賀海軍工廠艤装員（- 1914年8月4日）
2. 加藤寛治 大佐：1915年12月13日 - 1916年12月1日
3. 堀輝房 大佐：1916年12月1日 - 1917年12月1日
4. 桑島省三 大佐：1917年12月1日 - 1918年12月1日
5. 吉川安平 大佐：1918年12月1日 - 1919年12月1日
6. 白根熊三 大佐：1919年12月1日 - 1920年8月12日
7. 松村菊勇 大佐：1920年8月12日 - 1920年11月20日
8. 匝瑳胤次 大佐：1920年11月20日 - 1922年11月10日
9. 横地錠二 大佐：1922年11月10日 - 1923年12月1日
10. 中島晋 大佐：1923年12月1日 - 1924年12月1日
11. 村瀬貞次郎 大佐：1924年12月1日 - 1925年6月16日[268]
12. 館明次郎 大佐：1925年6月16日 - 1926年8月20日
13. 岡本郁男 大佐：1926年8月20日 - 1927年12月1日
14. 大野寛 大佐：1927年12月1日 - 1928年12月10日
15. 嶋田繁太郎 大佐：1928年12月10日 - 1929年11月30日
16. 石井二郎 大佐：1929年11月30日 - 1930年12月1日
17. 和田専三 大佐：1930年12月1日 - 1932年5月10日
18. 丹下薫二 大佐：1932年5月10日 - 1932年12月1日
19. 前田政一 大佐：1932年12月1日 - 1933年2月23日[269]
20. 佐田健一 大佐：1933年2月23日 - 1933年11月15日
21. 井上成美 大佐：1933年11月15日 - 1935年8月1日
22. 大川内傳七 大佐：1935年8月1日 - 1936年4月1日[270]
23. 稲垣生起 大佐：1936年4月1日 - 1936年12月1日
24. 越智孝平 大佐：1936年12月1日 - 1937年12月1日
25. 青柳宗重 大佐：1937年12月1日 - 1938年11月15日
26. 平岡粂一 大佐：1938年11月15日 - 1939年11月15日
27. 阿部孝壮 大佐：1939年11月15日 - 1940年10月15日
28. 有馬馨 大佐：1940年10月15日 - 1941年9月10日
29. 西田正雄 大佐：1941年9月10日 -

## その他

### 現存する内火艇
東京都中央区月島の隅田川を運行する屋形船の発着場に、60年以上前に購入された、比叡の内火艇であったとされる台船が現存している。この件についてはインターネット上で話題となっていたが、朝日新聞の調査において専門家が「本物である可能性が高い」という見解を出している。ただし、ソロモン海にて沈没した本艦の内火艇が東京に残されている理由は不明であり、比叡は比叡でも大正時代竣工の本艦ではなく、明治時代にイギリスから購入した「比叡 (コルベット)」であるという説も存在する。

### 郵便切手

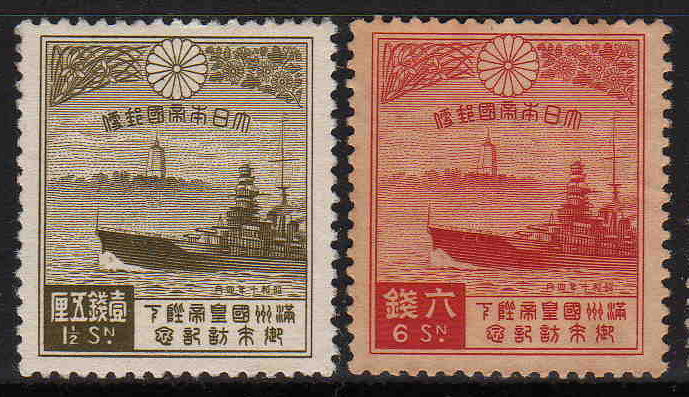
満州国来訪記念切手

前述のように、比叡は御召艦に改装されていたが、1935年4月2日に満州皇帝溥儀の来訪記念切手の4種類セットのうち、1銭5厘と6銭切手の2種類に航行する比叡の姿が描かれている。また背景には遼陽の白塔が描かれている。
日本の戦艦が切手に登場したのは、同じく御召艦であった香取型戦艦（香取と鹿島）を描いた1921年発行の皇太子（昭和天皇）帰朝記念切手以来2度目のことであった。

## 同型艦
- 金剛
- 榛名
- 霧島